# Рих, Мартин
Мартин Рих (нем. Martin Rich; 8 октября 1905, Бреслау — 23 октября 2000, Нью-Йорк) — американский дирижёр, пианист и музыкальный педагог германского происхождения.
Учился в Берлинской Высшей школе музыки у Франца Шрекера, затем работал в Дортмунде. С приходом к власти нацистов в 1933 г. бежал в Италию, с 1937 г. жил и работал в США.
В 1947—1950 гг. Рих преподавал в Кёртисовском институте, с 1950 г. работал в Метрополитен-опера педагогом по вокалу и помощником дирижёра. В 1955 г. он дебютировал за пультом Метрополитен-опера в опере Жюля Массне «Манон» с Личией Альбанезе и в дальнейшем также проявлял особый интерес к французскому оперному репертуару. В Метрополитен-опера Рих время от времени дирижировал до 1976 года. Кроме того, Рих выступал как пианист, аккомпанируя оперным певцам в концертах, — в частности, в 1955 г. Рих аккомпанировал в Карнеги-холле Ренате Тебальди в ходе её первого сольного выступления.
Как симфонический дирижёр Рих привлёк к себе внимание в 1956 г., продирижировав в Западном Берлине премьерой Четвёртого концерта для фортепиано с оркестром Сергея Прокофьева с Симфоническим оркестром Западноберлинского радио (солист Зигфрид Рапп). В 1970—1986 гг. он возглавлял Филармонический симфонический оркестр Уэстчестера.